# Championnat du Paraguay de football 1951
Navigation
Édition précédente Édition suivante
La 41e édition du championnat du Paraguay de football est remportée par le Sportivo Luqueño. C’est le premier titre de champion du club. Sportivo Luqueño l’emporte avec quatre points d’avance sur Sportivo Luqueño et cinq points devant Club Nacional. 
Antonio Ramón Gómez est le meilleur buteur du championnat avec 19 buts.

## Les clubs de l'édition 1951
| \| Asuncion: · Olimpia · Nacional · Sol de América · Guaraní · Cerro Porteño · River Plate Asuncion Club Presidente Hayes Club Sportivo Luqueño Sportivo San Lorenzo Sport Colombia \| Localisation des clubs engagés dans le championnat. |
| Asuncion: · Olimpia · Nacional · Sol de América · Guaraní · Cerro Porteño · River Plate Asuncion Club Presidente Hayes Club Sportivo Luqueño Sportivo San Lorenzo Sport Colombia                                                           |

| Club                  | Stade | Capacité | Ville               |
| --------------------- | ----- | -------- | ------------------- |
| Club Cerro Porteño    | -     | -        | Asuncion            |
| Club Guaraní          | -     | -        | Asuncion            |
| Club Libertad         | -     | -        | Asuncion            |
| Club Nacional         | -     | -        | Asuncion            |
| Club Olimpia          | -     | -        | Asuncion            |
| Club Presidente Hayes | -     | -        | Tacumbu             |
| Club River Plate      | -     | -        | Asuncion            |
| Club Sol de América   | -     | -        | Asuncion            |
| Sportivo Luqueño      | -     | -        | Luque               |
| Sportivo San Lorenzo  | -     | -        | San Lorenzo         |
| Sport Colombia        | -     | -        | Fernando de la Mora |

## Compétition

### Classement
| Rang | Équipe                 | Pts | J  | G | N | P | Bp | Bc | Diff |
| ---- | ---------------------- | --- | -- | - | - | - | -- | -- | ---- |
| 1    | Sportivo Luqueño       | 29  | 20 | ? | ? | ? | 0  | 0  | 0    |
| 2    | Club Cerro Porteño (T) | 25  | 20 | ? | ? | ? | 0  | 0  | 0    |
| 3    | Club Nacional          | 24  | 20 | ? | ? | ? | 0  | 0  | 0    |
| 4    | Club Libertad          | 23  | 20 | ? | ? | ? | 0  | 0  | 0    |
| 5    | Club Guaraní           | 22  | 20 | ? | ? | ? | 0  | 0  | 0    |
| 6    | Club Olimpia           | 20  | 20 | ? | ? | ? | 0  | 0  | 0    |
| 7    | Club Presidente Hayes  | 19  | 20 | ? | ? | ? | 0  | 0  | 0    |
| 8    | Club Sol de América    | 17  | 20 | ? | ? | ? | 0  | 0  | 0    |
| 9    | Club River Plate       | 16  | 20 | ? | ? | ? | 0  | 0  | 0    |
| 10   | Sportivo San Lorenzo   | 14  | 20 | ? | ? | ? | 0  | 0  | 0    |
| 11   | Sport Colombia (P)     | 11  | 20 | ? | ? | ? | 0  | 0  | 0    |

| Légende : Qualifications et relégations | Légende : Qualifications et relégations |
| --------------------------------------- | --------------------------------------- |
|                                         | Champion du Paraguay                    |
|                                         | Relégation en deuxième division         |
|                                         | (T) : Tenant du titre (P) : Promus      |

## Bilan de la saison
| Championnat du Paraguay de football 1951                             |                           |
| Champion                                                             | Cerro Porteño (1er titre) |
| Promotions et relégations                                            |                           |
| Promus en Primera División                                           | Atlántida Sport Club      |
| Relégués en Championnat du Paraguay de football de deuxième division | Sport Colombia            |

## Statistiques

### Meilleur buteur
- Antonio Ramón Gómez (Club Libertad) 19 buts